# Alt Dunqula
Koordinaten: 18° 13′ N, 30° 45′ O

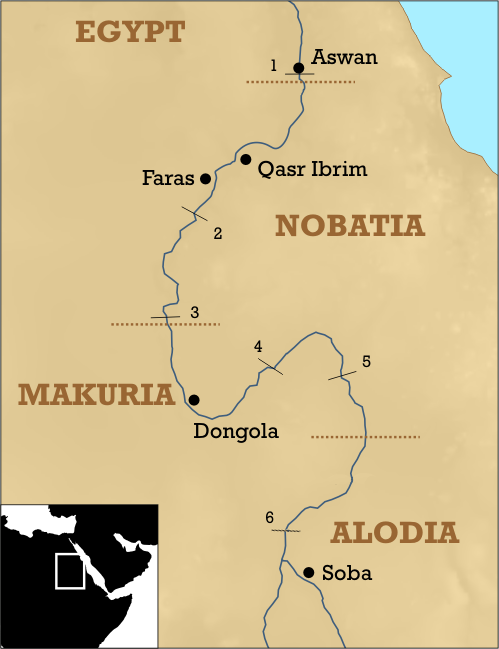
Lage von Alt Dunqula in Nubien (auf der Karte mit Dongola bezeichnet)

Alt Dunqula (altnubisch: Tungul, arabisch دنقلا القديمة Dunqulā al-qadīma, sudanesisch-arabisch Dungulā il-gadīma), oft auch Alt Dongola, war die Hauptstadt des nubisch-christlichen Reiches von Makuria und befindet sich heute im sudanesischen Bundesstaat asch-Schamaliyya.
Diese Ruinenstadt ist nicht mit der modernen Stadt Dunqula zu verwechseln, die 50 Kilometer weiter flussabwärts, also nördlicher liegt.

## Lage
Der Ort liegt am Beginn einer Karawanenroute durch die Wüste, die den südlich folgenden Nilbogen abkürzte. Die Stadt befindet sich rund 250 Kilometer südlich vom Nubia-See, dem sudanesischen Teil des Nasser-Sees, und rund 450 Kilometer nordwestlich von Khartum, am rechten Ufer des Nils. Alt Dunqula liegt nahe beim Letti Becken, bei dem es sich um ein Gebiet handelt, das relativ leicht bewässert werden konnte und damit gute Möglichkeiten für Ackerbau und für die Versorgung einer größeren Bevölkerung bot. Die Stadt lag auf einer felsigen Anhöhe, die die ganze Gegend beherrschte.

## Geschichte

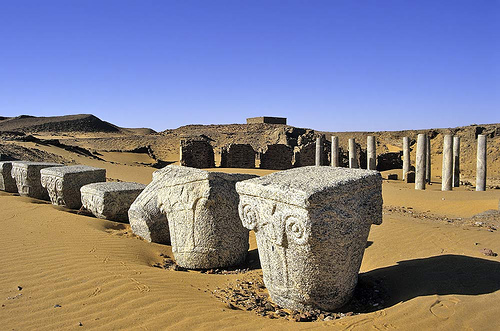
Kirche der Granitsäulen

Die Ursprünge der Stadt sind bisher ungeklärt. Sie wurden vielleicht am Ende des fünften Jahrhunderts von einem der ersten Herrscher von Makuria als Festung gegründet. Diese Festung war Teil einer Reihe von solchen Befestigungsanlagen, die am Nil entlang erbaut wurden. Durch seine zentrale Lage im Reich von Makuria scheint der Ort schnell an Bedeutung gewonnen zu haben und wurde anscheinend schon früh zur Hauptstadt des jungen Staates erhoben. Die Stadt war aber wohl schon im 6. Jahrhundert von einiger Größe und hatte eine aus Stein erbaute Stadtmauer mit einem dicht bebauten Stadtgebiet, das eine Fläche von 4,75 ha (350 × 150 Meter) einnahm. In der Folgezeit wuchs die Stadt aber erheblich und die ersten Kirchen, das Gebäude X und die sog. Alte Kirche, wurden wohl außerhalb der Stadtmauer errichtet, da das eigentliche Stadtgebiet schon vollständig bebaut war.

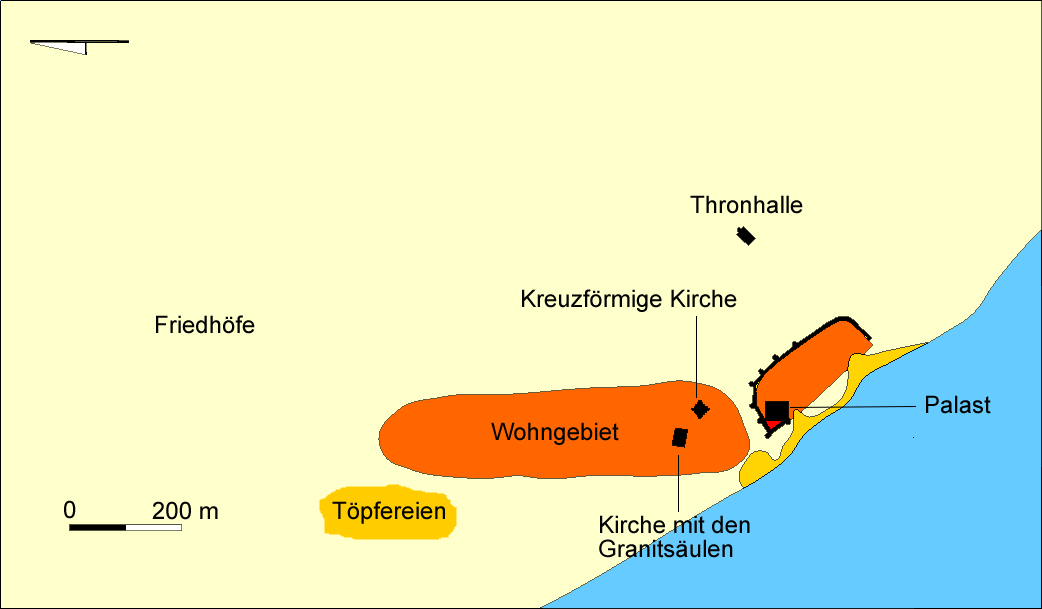
Schematischer Plan von Alt Dunqula im Mittelalter

Die Alte Kirche war eine aus Lehmziegeln erbaut dreischiffige Basilika, deren Mittelschiff doppelt so breit wie die Seitenschiffe war. Das Dach ist von großen rechteckigen Pfeilern gestützt worden. Gebäude X war aus roten Ziegeln errichtet und diente zur Erinnerung an zwei Personen, die unterhalb des Baues in einer Krypta begraben worden sind. Es war ein großer Bau von 33,4 × 23,6 Meter. An dieser Stelle wurde später die Kirche mit den Steinfußboden errichtet. Es handelt sich um eine fünfschiffige Basilika. Die alte Krypta blieb bei diesem Bau weiterhin zugänglich. Beide Kirchen wurden im Jahr 652 zerstört, als die Araber unter der Führung von Abdullah Abu Sarh die Stadt angriffen und ihre Hauptkirche vernichteten. Die Stadt wurde nicht eingenommen, doch wurden die Stadtmauern verstärkt, wofür Steine (Säulen und Kapitelle) aus der Kirche mit dem Steinfußboden verwendet wurden.

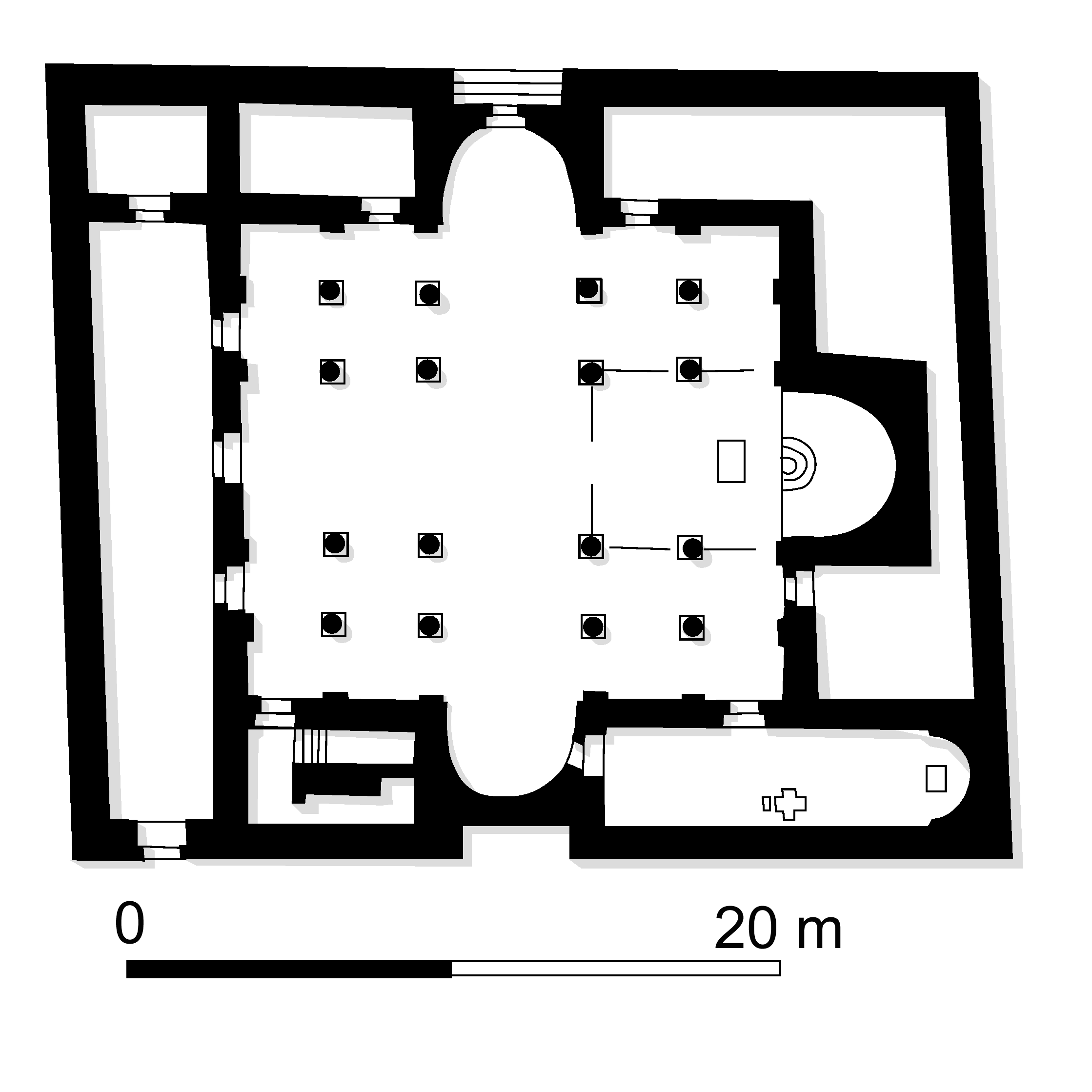
Plan der Kirche der Granitsäulen

Die Kirche mit dem Steinfußboden wurde zu einer Basilika mit einer Kuppel wieder aufgebaut, wobei die Kuppel von massiven Säulen getragen wurde.
An der Stelle der Alten Kirche wurde im späten 7. Jahrhundert ein vollkommen neuer Bau errichtet – die Kirche der Granitsäulen. Es handelte sich um einen Bau mit fünf Schiffen. Das Hauptschiff war wesentlich größer als die Seitenschiffe. Am Ende des Hauptschiffes gab es eine große Apsis, während es auch Apsiden in den Seitenschiffen gab. Die Säulen der Haupthalle bestanden aus Granit mit fein gearbeiteten Kapitellen. Die Fenster der Kirche hatten Gitter aus Keramik, die besonders kunstvoll und phantasievolle Muster zeigen. Diese Kirche stand eventuell auch für andere nubische Kirche Modell. Es wird vermutet, dass es sich um die Kathedrale der Stadt handelte.
Alle diese Kirchenbauten waren reich mit Wandmalereien dekoriert, von denen sich noch Fragmente fanden.
Auf dem Kom H konnten die Reste eines großen Klosters ausgegraben werden, das ein Gebiet von ca. 120 × 100 Meter bedeckte. Es wurde begründet durch Bischof Joseph von Syene († 28. April 668), dessen Grabstein mit koptischer Inschrift man kürzlich in den Ruinen der Klosterkirche fand. Das eigentliche Klostergebäude wurde bisher nur zum kleinen Teil ausgegraben, da sich die Ausgrabungen bisher vor allem auf Anbauten konzentrieren. Es fanden sich vor allem Wohn- und Wirtschaftsbauten, aber auch mehrere Kapellen. Das Kloster ist unter dem modernen Namen Kloster der heiligen Dreifaltigkeit bekannt. Es fanden sich viele gut erhalten Wandmalereien. Es konnte auch die Krypta gefunden werden, in der der Erzbischof Giorgios begraben worden ist. Die Kammer war noch sehr gut erhalten und über und über mit Texten bedeckt. In zwei Räumen konnten vollkommen einmalige Malereien entdeckt werden, die eine Gruppe von tanzenden Männern mit Musikinstrumenten zeigt. Einige der Figuren tragen Masken. Es scheinen sich hier afrikanische und arabische Traditionen zu vereinigen.
Vom 7. bis zum 9. Jahrhundert wurden etwa 500 Meter nördlich des Stadtkernes aufwändige Villen erbaut, die bis zu 100 bis 120 Quadratmeter groß waren. Manche hatten mehrere Stockwerke. Latrinen fanden sich im Untergeschoss, während sich im Obergeschoss die eigentlichen Wohnräume befanden. In einer Villa fanden sich sogar ein Ofen zum Wasser Aufheizen, der ein daneben liegendes Bad bediente. Die Wände des Bades waren bemalt. Die Stadt wuchs von dort aus weiter nach Norden und umfasste schließlich ein Gebiet von 2,6 × 0,9 Kilometer. Über das ganze Gebiet verstreut wurden Kirchen und Klöster gefunden, jedoch ist ungeklärt wie dicht das Gebiet insgesamt besiedelt war.

### Blütezeit im 9. bis 11. Jahrhundert

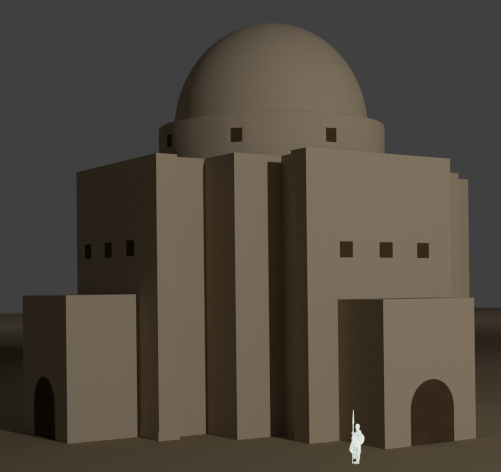
Rekonstruktion der Kreuzförmigen Kirche

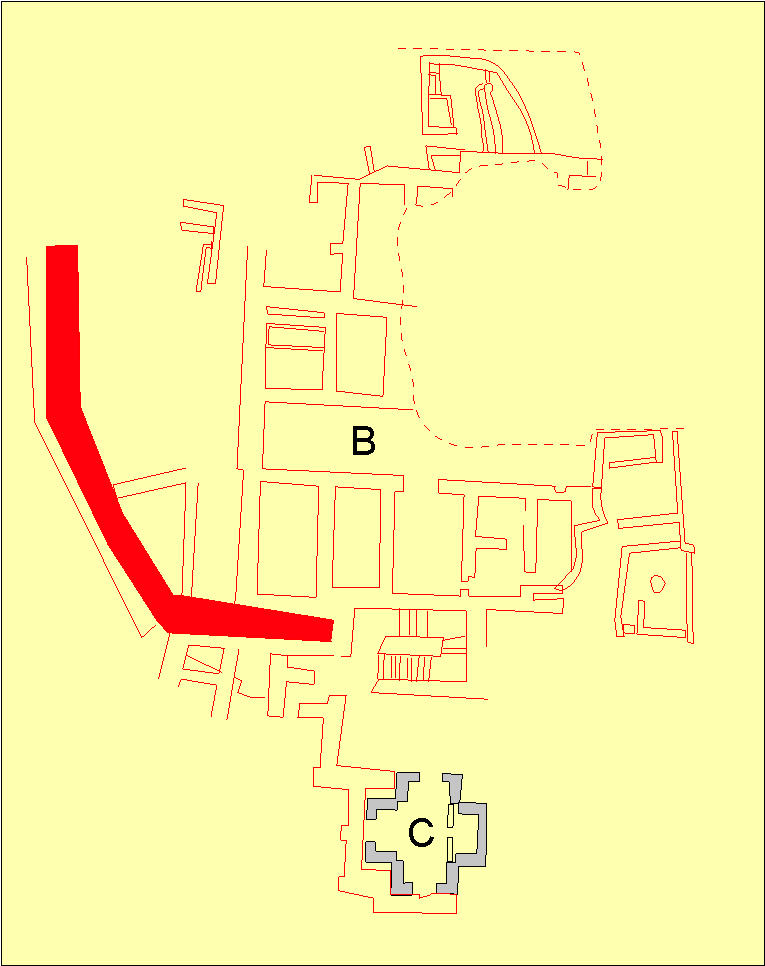
Plan des Palastbezirkes, wie er in den letzten Jahren (Stand: 2003) ergraben wurde

Vom 9. bis 11. Jahrhundert erlebten Dunqula und das Reich von Makuria seine Blütezeit. Insgesamt konnten bisher 14 Kirchen festgestellt werden. Neue Bauten wurden in der Stadt errichtet. Dazu gehören der Thronsaal des Königspalastes, der noch heute steht, da er später zu einer Moschee umgebaut wurde. Diese Halle ist aus Schlammziegeln errichtet worden. Die Mauern sind 1,1 Meter dick. An einigen Stellen, da wo es aus nötig war, sind auch gebrannte Ziegel und Steine benutzt worden. Das untere Stockwerk bestand aus diversen gewölbten Räumen. Es handelt sich wohl um Vorratsräume. Das obere Stockwerk wurde über eine große Treppe erreicht. Die eigentliche Thronhalle war 7 × 7 Meter groß und wurde von vier Säulen getragen. Diese Halle war von einer Art Loggia umgeben, an deren einem Ende sich eine Apsis befand. Das Gebäude war einst mit Wandmalereien dekoriert, von denen sich aber nur noch wenige Reste fanden.
Am Nil auf dem als Akropolis bezeichneten Hügel, konnte in den letzten Jahren die Reste eines anderen Palastes (B auf dem Bild) mit mehreren Stockwerken ausgegraben werden. Der Palast steht dicht an der Stadtmauer (rot auf dem Plan). Neben dem Palast fand sich ein kleines, reich mit Malereien dekoriertes kreuzförmiges Gebäude, das zeitweise als Kirche benutzt wurde (C) und wohl schon im 6. Jahrhundert erbaut wurde. Einige Mauern des Palastes waren in Stein gebaut. Das Gebäude ist wohl noch im 17. Jahrhundert, also nach dem Untergang von Makuria, benutzt worden.
Die Kreuzförmige Kirche ersetzte die Kirche mit dem Steinfußboden. Die Kreuzförmige Kirche, wohl Kirche des großen Jesu genannt, bestand aus einem 14 × 14 Meter großen Kernbau, von dem vier Arme ausgingen, von denen drei als Eingang dienten, während der vierte länger war und sich über den Krypten von Gebäude X befand. Die Krypten der vorhergehenden Kirchenbauten hatten also immer noch ihre Bedeutung behalten. Die Mauern sind 1,1 Meter dick und stehen heute noch teilweise bis zu 4 Meter hoch. Säulen, Basen und Kapitelle waren in Granit gearbeitet. In der Mitte wird eine Kuppel, die etwa 14 Meter hoch war, vermutet. In der Mitte des Kirchensaales standen vier Säulen, die aber nicht das Dach stützten, sondern wohl Balken trugen, von denen wiederum Lampen herabhingen. Diese Kirche wurde eventuell von König Zacharias I. erbaut, dessen Sohn 835–837 von einer Reise aus Bagdad zurückkam. Die Kirche hat kaum Parallelen in Nubien, doch gibt es ähnliche Kirchenbauten in Syrien, Palästina und Kleinasien.
Die Kirche der Granitsäulen wurde ausgebaut und erhielt an der Wende vom 10. zum 11. Jahrhundert eine Reihe von weiteren Säulen, die diesmal aus Ziegeln bestanden.
Im 12. Jahrhundert beschreibt Abu Salih die Stadt und nennt die vielen Kirchen, großen Häuser und breiten Straßen. Während al-Masudi berichtet, dass die Stadt, bis auf den Palast des Königs, nur aus Schilfhütten bestehe.

### Das Ende von Alt Dunqula als Hauptstadt
Nach dem 11. Jahrhundert sah die Stadt dem Niedergang entgegen. Die alten Kirchen wurden teilweise renoviert, und es wurden neue Kirchen gebaut, doch waren diese eher klein. Im 13. Jahrhundert zerfiel das Reich von Makuria, und Dunqula verlor seine Bedeutung. Die nubischen Herrscher traten zum Islam über und der Thronsaal wurde 1317 in eine Moschee umgewandelt, woran noch ein Gedenkstein erinnert. Unter den Fung war es die Hauptstadt der nördlichsten Provinz. Heute ist Dunqula ein unbedeutendes Dorf.

### Ausgrabungen
Dunqula wird seit 1964 von einem polnischen Team ausgegraben. Es wurden die genannten Bauwerke ergraben. Daneben wurden viele griechische Texte gefunden, die meist in das 8. und 9. Jahrhundert datieren.